# Comuna Benedikt
Benedikt (Občina Benedikt) este o comună din Slovenia, cu o populație de 2.084 de locuitori (2002).

## Localități
Benedikt v Slovenskih goricah, Drvanja, Ihova, Ločki Vrh, Negovski Vrh, Obrat, Spodnja Bačkova, Spodnja Ročica, Stara Gora, Sveti Trije Kralji v Slovenskih Goricah, Trotkova, Trstenik, Štajngrova, Ženjak